# НАТО: Свій чи чужий?
«НАТО: свій чи чужий?» — 10-серійний документальний фільм, який мав відповісти глядачам на питання чим є насправді НАТО і чим ця організація є для українців. Знімальна група побувала у 15 країнах Європи, які є членами НАТО. Перша демонстрація фільму відбувалась з 1 по 26 червня 2007 року на каналі «1+1» у програмі Юрія Макарова та Анатолія Єреми «Документ».

## Опис
Фільм складається з десяти серій, кожна тривалістю 30-35 хвилин, а також пролог та епілог. Фільм є хронологічним відображенням поїздки знімальної групи, кожна серія розповідає про одну чи дві країни. Продюсер та інтерв'юер Вадим Кастеллі характеризував фільм:
|  | Це веселе, не можу сказати що розважальне, кіно, яке по суті є подорожжю групи недовірливих журналістів Європою. Яка здається красивою, такою що манить до себе – але насправді, хто його знає, якою вона є дійсно. Це намагання розмовляти з простими людьми та і з не простими людьми...Ми спробували влізти у життя маленьких міст і великих міст, звичайних людей – і через них зрозуміти не тільки те, чим є оте саме НАТО, а, напевне, дати відповідь на головне питання: ЧОМУ усі ці країни живуть зараз краще за нас . |

Співрозмовниками ведучого стали військовослужбовці країн НАТО, керівники оборонних відомств, політики, звичайні громадяни, а також відомі персони, зокрема, актори Донатас Баніоніс, Даніель Ольбрихський, режисер Єжи Гофман, які висловили свої міркування про значення НАТО у житті їхніх країн.
Сценарист Юрій Луканов про роботу Вадима Кастеллі у фільмі:
|  | Підводки, відводки, якісь репліки чи коментарі по ходу він ліпив з такою невимушеною дотепністю, з такою легкістю, наче ішлося не про «агресивний, ворожий військовий блок» та інтриги навколо нього, а про насичений радістю і щастям перший бал Наташі Ростової. Це при тому, що він не оминув і такі серйозні й трагічні речі, як, наприклад, бомбування Югославії. |

Фільм профінансували Міністерство закордонних справ України, Міністерство оборони України, Держкомтелерадіо та МФ «Відродження».

## Серії
1. «Як поляки нас обігнали»
2. «Навіщо Литві НАТО?»
3. «Гарячі балтійські хлопці»
4. «Шведські лосі та нейтралітет»
5. «Футбол і німці»
6. «Голландські тюльпани та бельгійські бомби»
7. «В квартирі у НАТО»
8. «Англія розкриває секрети»
9. «Париж і Рим або чому вони бомбили Югославію?»
10. «Наші сусіді — тигри»